# Ehrenformation

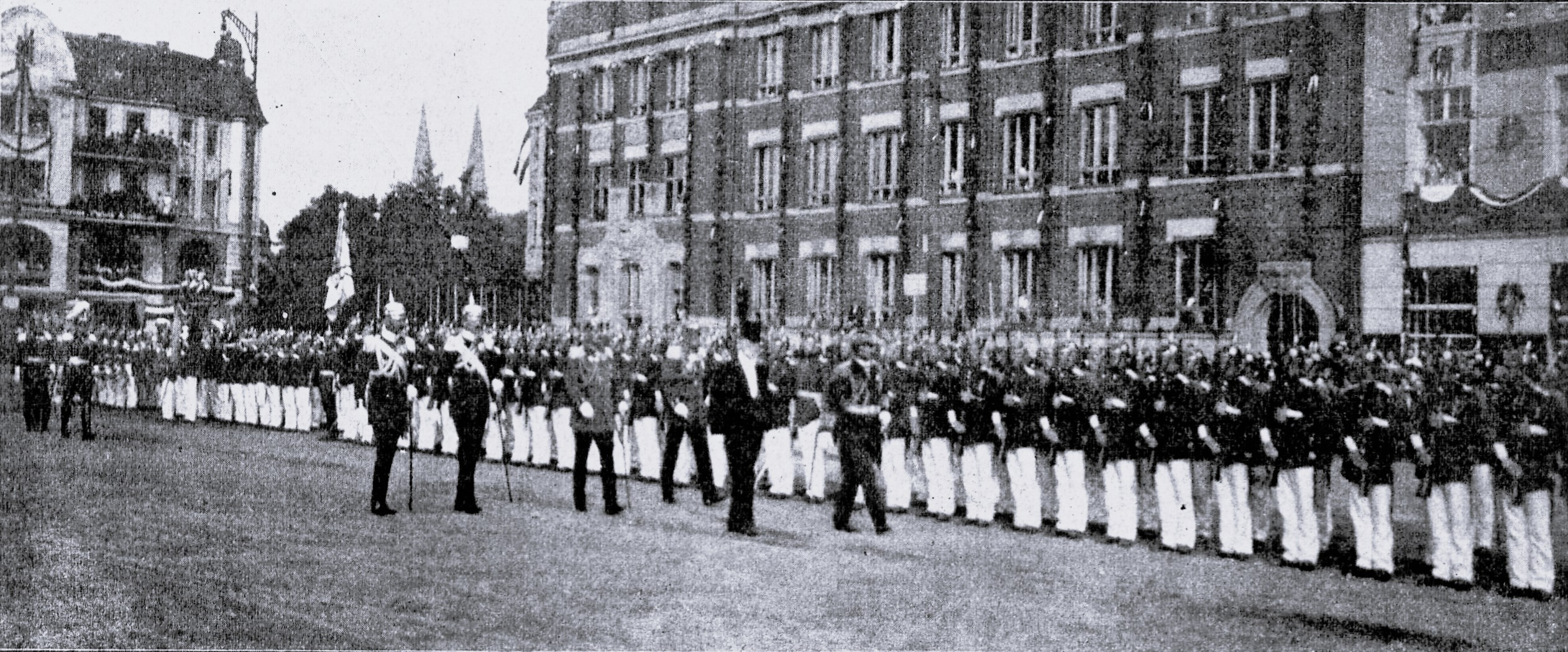
Kaiser Wilhelm II. schreitet am 9. August 1913 die Lübeckische Ehrenkompanie ab

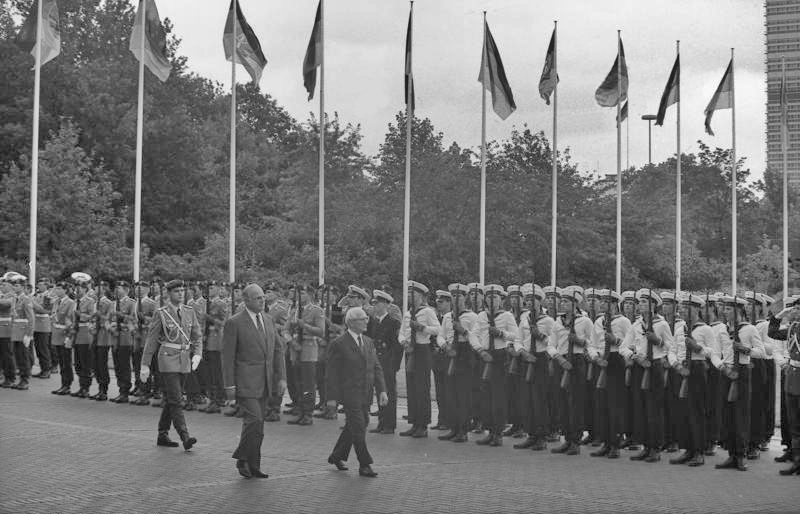
Helmut Kohl und Erich Honecker schreiten eine Ehrenformation des Wachbataillons beim Bundesministerium der Verteidigung ab (Besuch 1987)

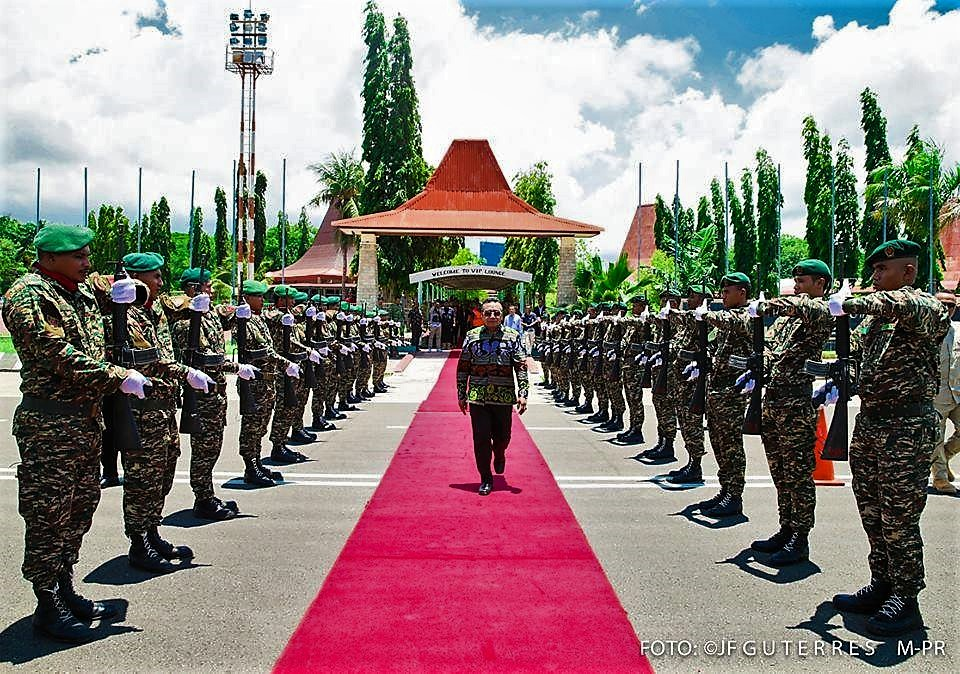
Osttimors Präsident Francisco Guterres schreitet die Ehrenformation ab (2019)

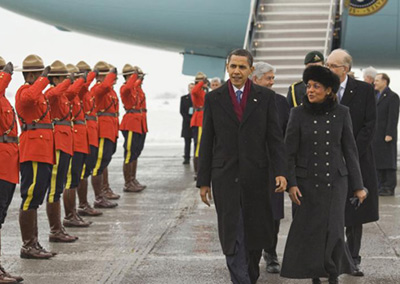
Zivile Ehrengarde der Royal Canadian Mounted Police für US-Präsident Obama und Generalgouverneurin Jean

Als Ehrenformation werden zu besonderen Anlässen zusammengestellte militärische Einheiten bezeichnet, die mit Truppenfahne und einem Musikkorps oder Teilen davon zur Erweisung militärischer Ehren eingesetzt werden.

## Tradition
Ehrenformationen können Kompanie- oder Bataillonsstärke haben. Militärische Ehren in dieser Form werden bei Begrüßungen und Verabschiedungen von Staatsgästen, bei Fahnenbandverleihungen und bei Kranzniederlegungen erwiesen. Die entsprechenden Formationen bei Trauerfeierlichkeiten werden als Ehrengeleit oder Großes Ehrengeleit bezeichnet. Es können auch schwächere Formationen gebildet werden, diese werden je nach Stärke und Einsatzart bezeichnet und angesprochen (z. B. Ehrenzug).
Da Ehrenformationen zumeist aus wenigstens zwei unterschiedlichen Einheiten zusammengestellt werden, werden sie während des Kommandierens auch nicht mit einer Einheitsbezeichnung (z. B. Dritte Kompanie …) angesprochen, sondern als Ehrenformation (z. B. Ehrenformation – stillgestanden!). 
Im allgemeinen Sprachgebrauch wird auch der Begriff „Ehrengarde“ statt „Ehrenformation“ verwendet. Dies ist eine wortgetreue Übersetzung des englischen Begriffs „guard of honour“ (dt. Entsprechung: „Ehrenwache“) und hat sich ebenfalls etabliert, obwohl Ehrenformation die militärsprachliche korrekte Bezeichnung darstellt. Im englischen Sprachgebrauch wird nicht zwischen Ehrenformation und Ehrenwache unterschieden; auch beim Empfang mit militärischen Ehren wird dort von „guard of honor“ gesprochen.

### Ehrenformation in zivilem Rahmen
Auch bei zivilen Anlässen oder Gedenkfeiern an Ehrenmalen können Ehrenformationen gestellt werden, die sich aus Angehörigen örtlicher Vereine und Organisationen zusammensetzen. Die historische Grundlage der Übernahme dieser an sich militärischen Aufgabe durch zivile Abordnungen ist das Verbot der Militärvereine im Friedensvertrag von Versailles. So übernahmen und übernehmen beispielsweise Feuerwehren, das Rote Kreuz oder später auch das Technische Hilfswerk sowie Vereine oder Jugendorganisationen diese Aufgabe. Diese Ehrerweisungen haben jedoch nicht denselben protokollarischen Status wie offizielle militärische oder polizeiliche Ehrenformationen.